# Pachypappa populi
Pachypappa populi är en insektsart som först beskrevs av Carl von Linné 1758.  Pachypappa populi ingår i släktet Pachypappa och familjen långrörsbladlöss. Inga underarter finns listade i Catalogue of Life.